# Smertrios

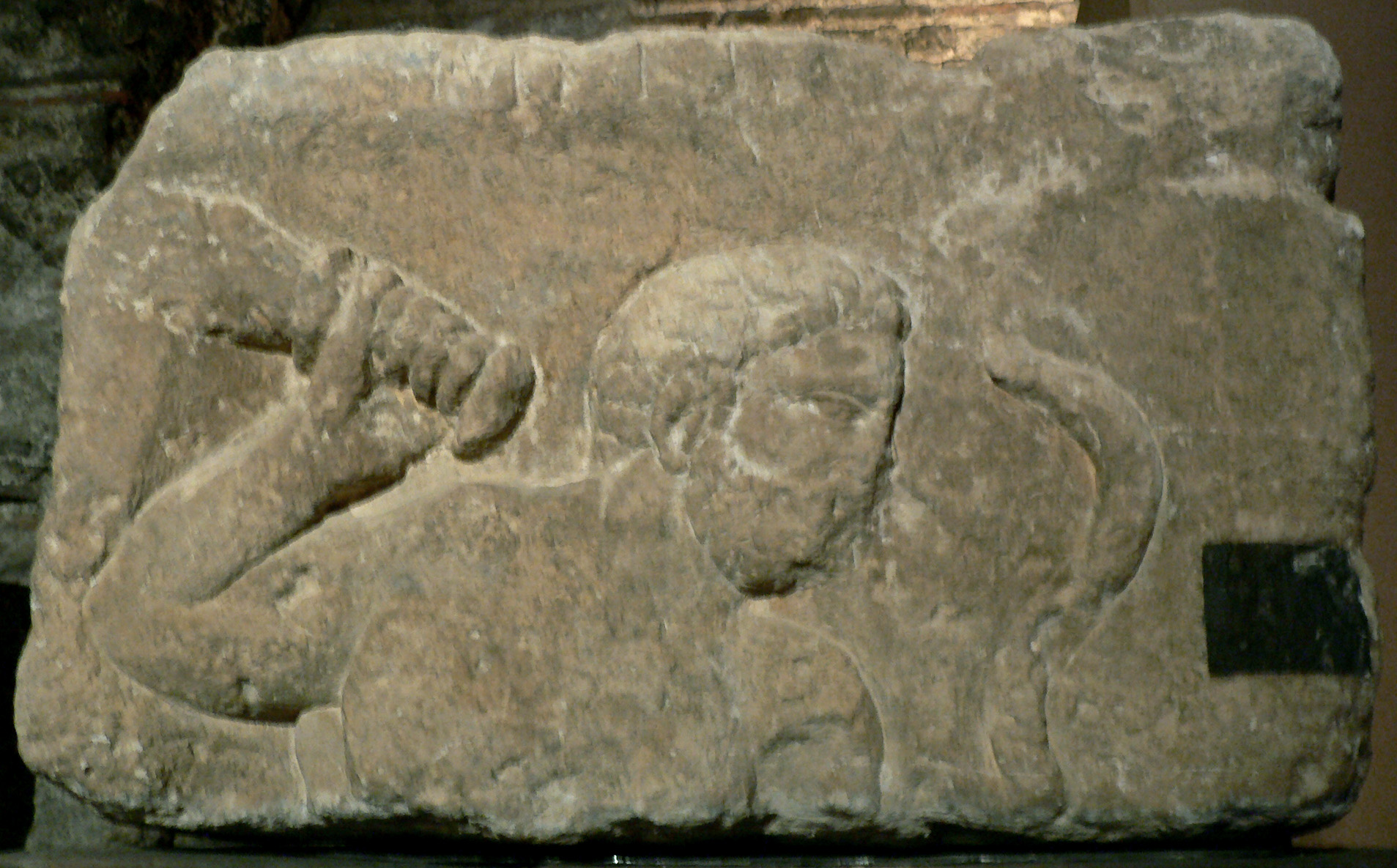
Relieve de Smertrios

Smertrios o Smertrius era un dios de la guerra en la Galia céltica y Noricum. En el Imperio Romano fue comparado con el dios Marte. Su nombre posee la misma raíz que la diosa Rosmerta y pudo significar El proveedor, más que un nombre propio.
Posiblemente fue la deidad tutelar del pueblo Smertae, dios de abundancia y fecundidad, según la única mención histórica del geógrafo Claudio Ptolomeo.
Se le representa como un hombre musculado y barbudo enfrentado a una serpiente. 